# Вја Ертц (Изернија)
Вја Ертц је насеље у Италији у округу Изернија, региону Молизе.
Према процени из 2011. у насељу је живело 15 становника. Насеље се налази на надморској висини од 540 м.